# اشووتس (بخش)
اشووتس یکی از بخشهای کانتون اشووتس  در کشور سوئیس است.